# 利付債
利付債（りつきさい）は、償還期日に至る間、決まった時期に利息を受け取る事が出来る債券を指す。

## 概要
利付債は、額面で発行され、所有者に対して毎年決まった時期に利息が支払われる債券である。割引債とは逆のスキームとなる。利付債の債券本体にはクーポンが付随しており、利息の支払い額と支払い年月日が記載されている。利息はクーポンと引き換えに支払われる。利息は通常は半年ごとに支払われるが、償還時に一括して支払われるワイドも存在する。
利付債には、利率が一定である確定利率債あるいは固定利率債と、利息支払時の金利動向（政策金利など）に伴って利率が変動する変動利率債が存在するが、確定利率債の方が一般的である。また、個人で購入可能な売出債と、機関投資家などが購入可能な募集債とに分けられる。

## 課税関係
利息に対しては、税率20%（所得税15%と住民税5%）の源泉分離課税で課税関係は終了するため確定申告の必要はない。なお、東日本大震災からの復興のための施策を実施するために必要な財源の確保に関する特別措置法に基づき、2013年1月1日から2037年12月31日までは復興特別所得税0.315%が追加で課税され、税率は20.315%となっている。
ただし、世界銀行債や米州開発銀行債など、国際機関が発行する債券の中には、源泉徴収がなく、確定申告による納税が必要なものもある。
償還差益に対しては、雑所得として総合課税の対象となるが、中途売却による売却益に対しては、非課税となる。
利付債のうち、割引債に似た性格を有する利付債（ストリップス債、著しく利率が低い債券など）の場合、利息に対しては、税率20パーセントの源泉分離課税、償還差益は雑所得として総合課税、売却益は譲渡所得として総合課税となる。

## ゼロクーポン債との関係
固定利率の利付債は等価なゼロクーポン債からなるポートフォリオへと分解できる。例として額面 P 円・残存期間 D 年・クーポンレート r（毎年）の利付き債を考える。毎年の利払いはゼロクーポン債の償還と見做せる。すなわち額面 r×P 円・残存年数 1 年、2 年、…、D 年のゼロクーポン債が償還されたものと見做せる。よって、この利付債は、額面 P 円・残存期間 D 年のゼロクーポン債と、額面 r×P 円・残存期間 1～D 年のゼロクーポン債からなるポートフォリオと等価である。したがって、利付債のデュレーションは残存期間よりも短く、さらにクーポンレートが高いほど短い。